# ベルレモン (建物)

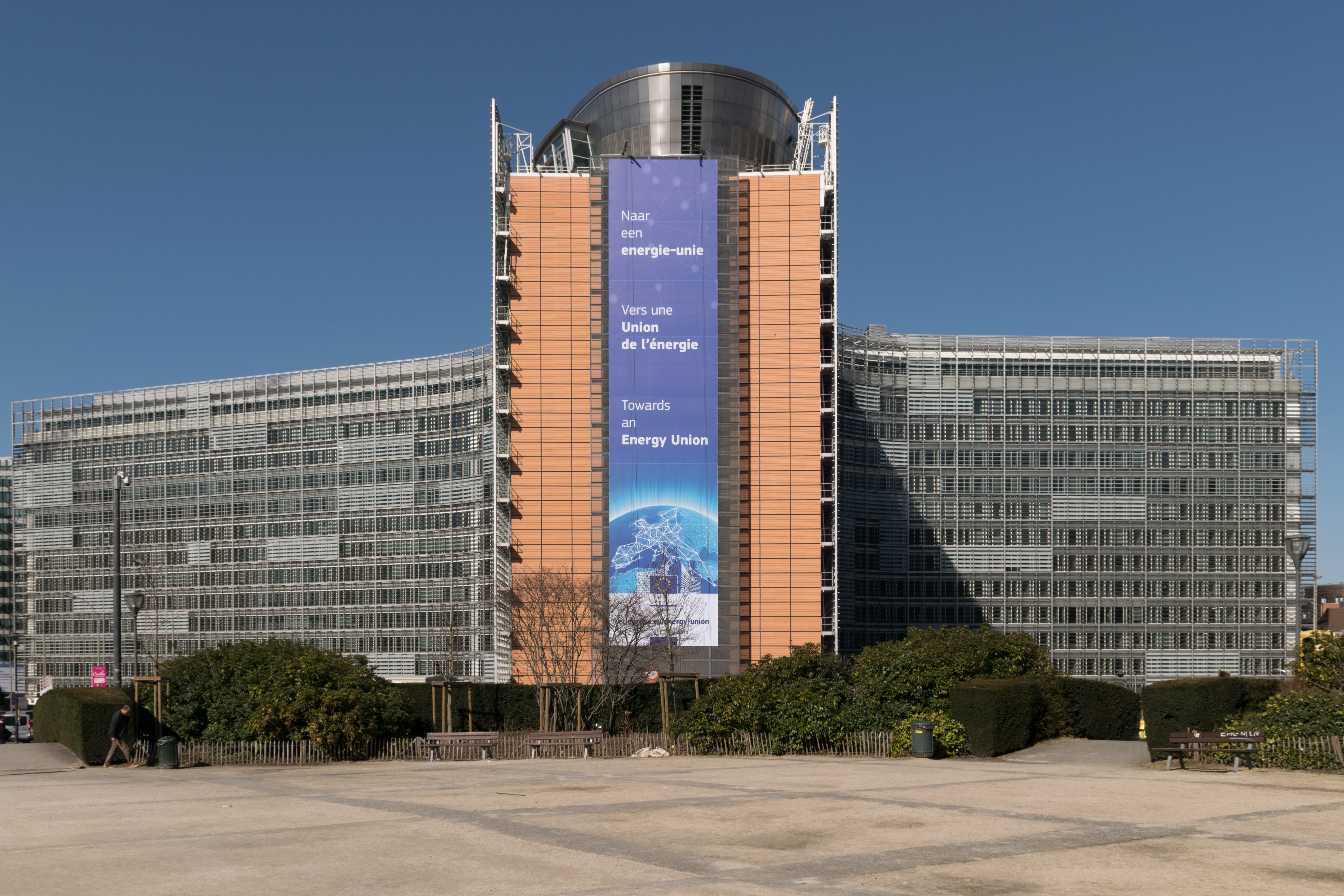
ベルレモン・ビルディング

ベルレモン（フランス語：Bâtiment Berlaymont, オランダ語：Berlaymontgebouw）は、ベルギーのブリュッセルにある、欧州連合の主要機関欧州委員会の本部ビル。事務総局など欧州委員会のおもな部局のほか、欧州委員会委員長と26人の欧州委員の事務所が入居している。
1624年、ロワ通り（Rue de la loi）の端に聖アウグスチノ修道会の女子修道院が設立された。この修道院は19世紀に、フランスのベルレモン出身の女性達の指導によって寄宿学校としての役割を果たすようになった。
1960年にベルギー政府は、欧州委員会の本部ビルを建設するためにかつての修道院の土地を購入した。1969年に完成したベルレモンは先進的な構造をしており、4つの翼が中心部で結合して十字架の形をしている。翼は地面には建てられておらず、吊り橋の工法によって吊られている。ビルの床面積は240,000m2以上あり、3,000人を収容することができる。
1991年、石綿の除去を契機としてリノベーションされることになり、欧州委員会の職員はベルレモンから立ち退いた。この工事はベルギー政府にとっては大変な負担であり、国内では大議論が巻き起こったが、何度かの延期を経て2004年にようやく工事が終わった。
2004年10月21日、当時の委員長ロマーノ・プローディとベルギー首相ヒー・フェルホフスタットによって落成式が行われた。